# Pselnophorus
Pselnophorus is een geslacht van vlinders van de familie vedermotten (Pterophoridae).

## Soorten
- P. albitarsellus Walsingham, 1900
- P. astragalotes Meyrick, 1909
- P. aulotes Meyrick, 1911
- P. baoulei Bigot & Boireau, 2006
- P. busoroensis Gielis, 2011
- P. festivus Bigot, 1964
- P. heterodactyla - Bruine vedermot (Muller, 1764)
- P. jaechi (Arenberger, 1993)
- P. japonicus Marumo, 1923
- P. lanceatus Arenberger, 1985
- P. laudatus Bigot, 1964
- P. meruensis Gielis, 2008
- P. pachyceros Meyrick, 1921
- P. poggei (Mann, 1862)
- P. vilis Butler, 1881
- P. zulu Ustjuzhanin & Kovtunovich, 2010